# Spontan självförbränning
Spontan självförbränning (combustio spontanea) eller spontan självantändning är en modern myt som påstår att en människokropp utan yttre tillförsel av värme kan förbrännas. Fenomenet beskrevs första gången 1763 av Jonas Dupont i De Incendiis Corporis Humani Spontaneis.
Spontan självförbränning har använts för att förklara till synes oförklarliga fall där människor förbrunnit inifrån, eller inifrån och ut, utan större skada på omgivningen. En mängd mer eller mindre fantasifulla teorier som klotblixtar, psykisk energi och kortslutning av kroppens alla celler har framkastats som förklaring av fenomenet, men de kända fallen har kunnat förklaras som orsakade av sängrökning och liknande.